# Veilchenschwalbe

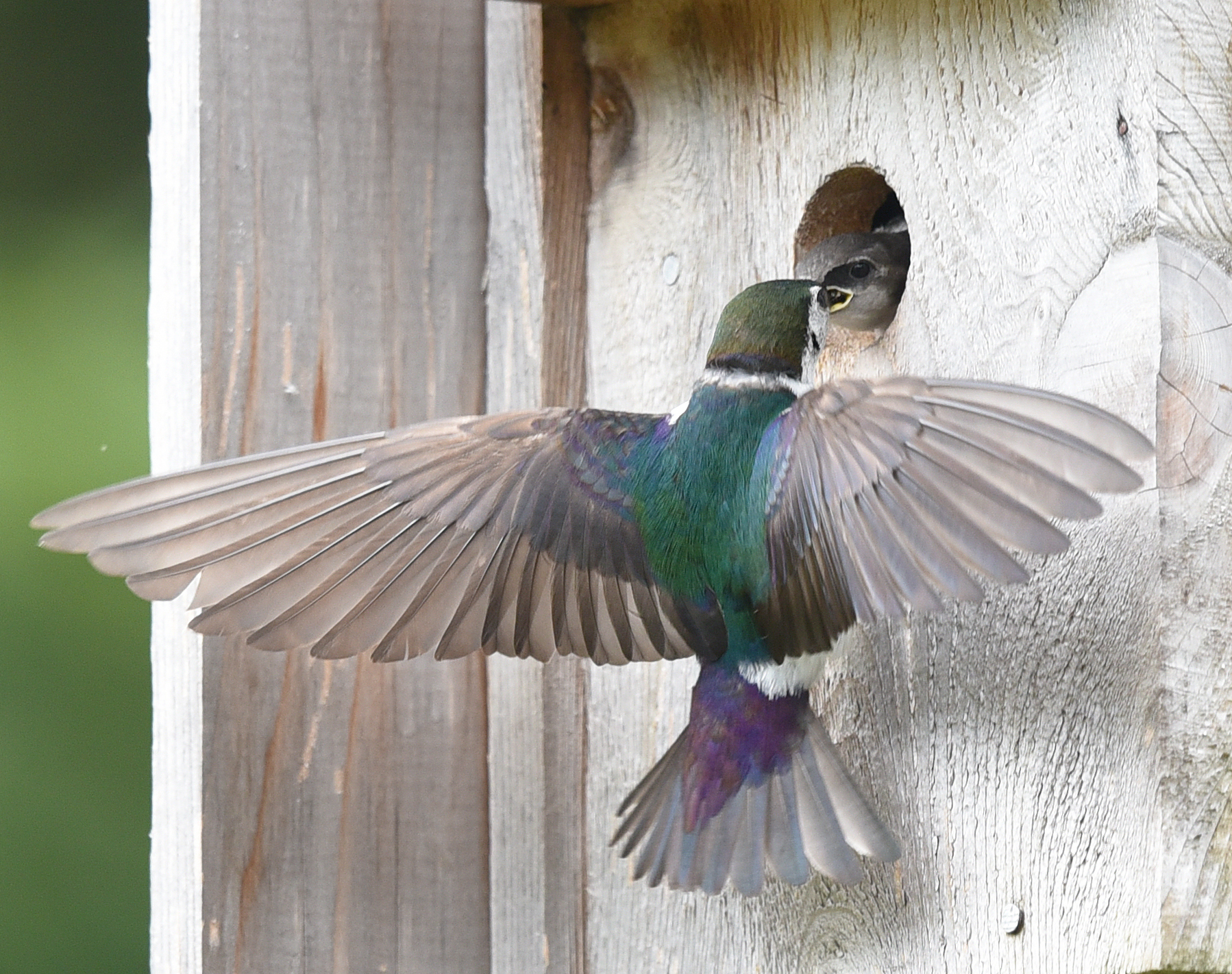
Veilchenschwalbe (Tachycineta thalassina) bei der Fütterung der Nestlinge

Die Veilchenschwalbe (Tachycineta thalassina) ist eine kleine Schwalbe in Amerika.

## Merkmale
Ausgewachsene Vögel werden nur 12 cm lang, 14 g schwer und sind grün auf der Oberseite und dem Oberkopf und weiß an den Backen, dem Hals und dem Bauch. Sie haben einen tief gegabelten Schwanz.  Veilchenschwalben sehen den bläulichen Sumpfschwalben ähnlich. Bei den Männchen erstreckt sich der weiße Hals bis und über die Augen, die Weibchen sind etwas matter und brauner in ihrer Farbe.  Jungvögel sind braun auf den Oberseiten.

## Verhalten
Der Vogel, der oft in großen Trupps auftritt, fängt Insekten im Flug. Dabei gleitet er meistens sehr hoch, kann aber auch dicht über Gewässer fliegend bei der Nahrungssuche beobachtet werden.  Diese Zugvögel fliegen in großen Schwärmen nach Mittel- und Südamerika.

## Fortpflanzung
Das Brutgebiet der Veilchenschwalbe sind halboffene Gebiete im Westen Nordamerikas von Alaska bis Mexiko.  Sie nisten in Baum- oder Felshöhlen, oft in kleineren Kolonien, wobei das Nest mit Federn ausgelegt wird.  Das Gelege besteht in der Regel aus 4–6 Eiern.